# Верськ
Верськ (пол. Wersk, нім. Seedorf) — село в Польщі, у гміні Закшево Злотовського повіту Великопольського воєводства.
Населення — 210 осіб (2011).
У 1975-1998 роках село належало до Пільського воєводства.

## Демографія
Демографічна структура станом на 31 березня 2011 року:
|          | Загалом | Допрацездатний вік | Працездатний вік | Постпрацездатний вік |
| -------- | ------- | ------------------ | ---------------- | -------------------- |
| Чоловіки | 110     | 30                 | 71               | 9                    |
| Жінки    | 100     | 16                 | 69               | 15                   |
| Разом    | 210     | 46                 | 140              | 24                   |